# Добротешти (Телеорман)
Добротешти (рум. Dobroteşti) насеље је у Румунији у округу Телеорман у општини Добротешти. Oпштина се налази на надморској висини од 117 m.

## Становништво
Према подацима из 2002. године у насељу је живело 5222 становника, од којих су сви румунске националности.

### Хронологија
| Година       | 1992 | 1993 | 1994 | 1995 | 1996 | 1997 | 1998 | 1999 | 2000 | 2001 | 2002 | 2003 | 2004 | 2005 | 2006 | 2007 | 2008 | 2009 | 2010 | 2011 | 2012 | 2013 | 2014 | 2015 | 2016 | 2017 |
| ------------ | ---- | ---- | ---- | ---- | ---- | ---- | ---- | ---- | ---- | ---- | ---- | ---- | ---- | ---- | ---- | ---- | ---- | ---- | ---- | ---- | ---- | ---- | ---- | ---- | ---- | ---- |
| Становништво | 5729 | 5656 | 5589 | 5512 | 5460 | 5417 | 5395 | 5312 | 5322 | 5273 | 5225 | 5146 | 5092 | 5002 | 4918 | 4888 | 4834 | 4779 | 4733 | 4708 | 4672 | 4617 | 4544 | 4472 | 4417 | 4363 |